# 阿尔泰蓟
阿尔泰蓟（学名：[Cirsium incanum] 错误：{{Lang}}：文本有斜体标记（帮助））是菊科蓟属的植物。分布在俄罗斯、西南亚、中欧以及中国大陆的新疆等地，生长于海拔500米至1700米的地区，多生长于河滩草地，目前尚未由人工引种栽培。